# Lütke (russisches Adelsgeschlecht)

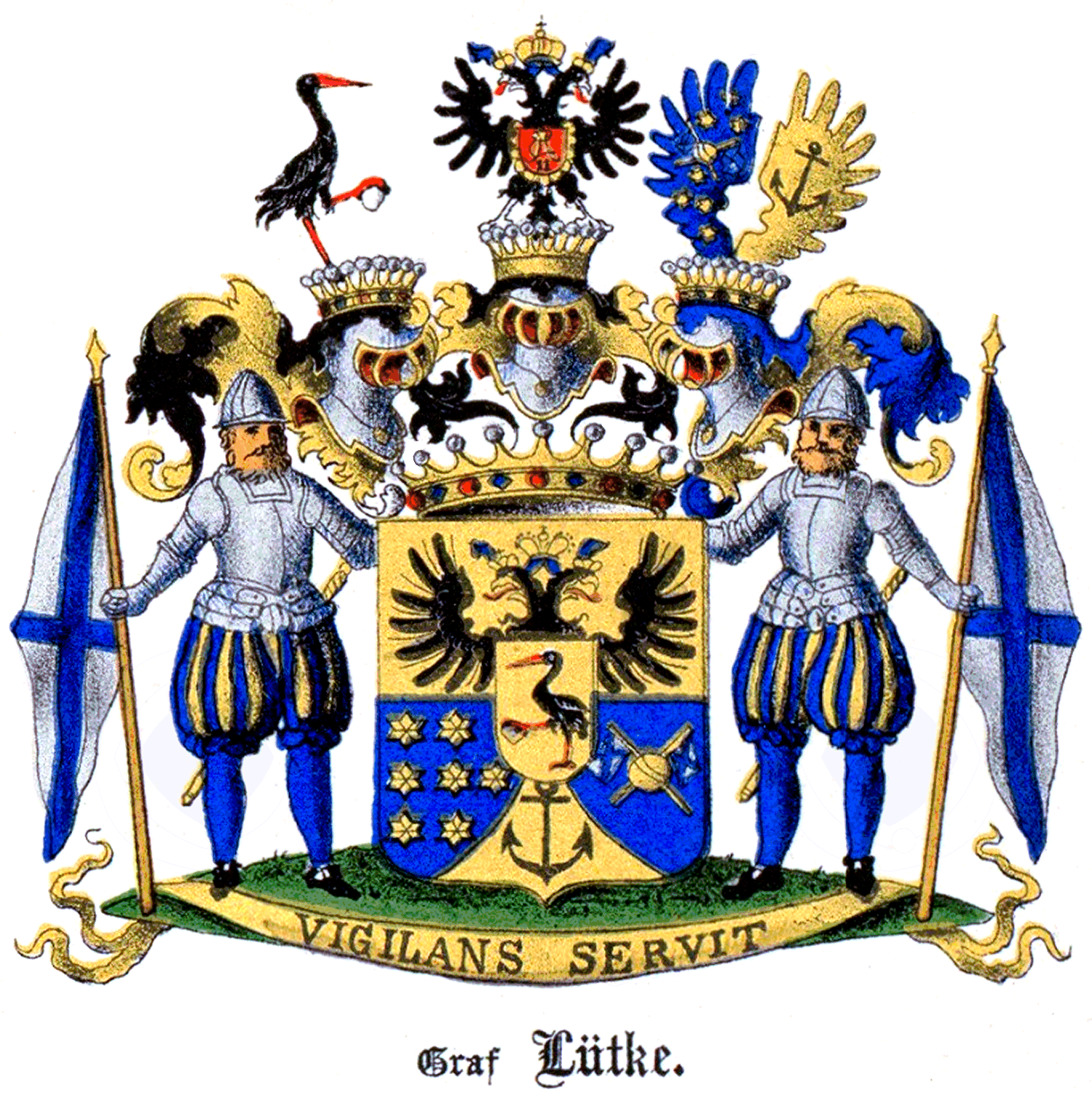
Wappen der Grafen von Lütke (1866) im Baltischen Wappenbuch

Lütke (russisch Литке) ist der Name eines aus der Mark Brandenburg stammenden russischen Grafengeschlechts.
Die Familie ist zu unterscheiden von dem preußischen Briefadelsgeschlecht Lütke und der ebenfalls aus der Mark Brandenburg stammenden Gelehrtenfamilie Lüdke. Eine Stammesverwandtschaft dieser Familien ist nicht belegt.

## Geschichte
Die Stammreihe des Geschlechts beginnt mit dem Theologie-Magister Johann Philipp Lütke (~ 27. August 1705 in Jüterbog; † 1771 in Kaluga), der 1735 nach Russland einwanderte, zunächst Schulrektor in St. Petersburg und später Pastor in Moskau war. Sein Sohn Peter August Lütke (1750–1808) war kaiserlich-russischer Major a. D., Stadtrat und Zollinspektor in St. Petersburg und Kronstadt. Er erwarb den erblichen russischen Adelsstand. Peter Augusts Sohn Friedrich Benjamin von Lütke (1797–1882), kaiserlich-russischer Vizeadmiral und Generaladjudant, wurde am 10. September 1846 bei der Estländischen Ritterschaft immatrikuliert. Am 28. Oktober 1866 wurde derselbe als kaiserlich-russischer Admiral, Mitglied des Reichsrats und Präsident der Akademie der Wissenschaften in St. Petersburg in den russischen Grafenstand erhoben.
Die Familie besaß das Rittergut Avanduse in Avanduse von 1849 bis 1889.

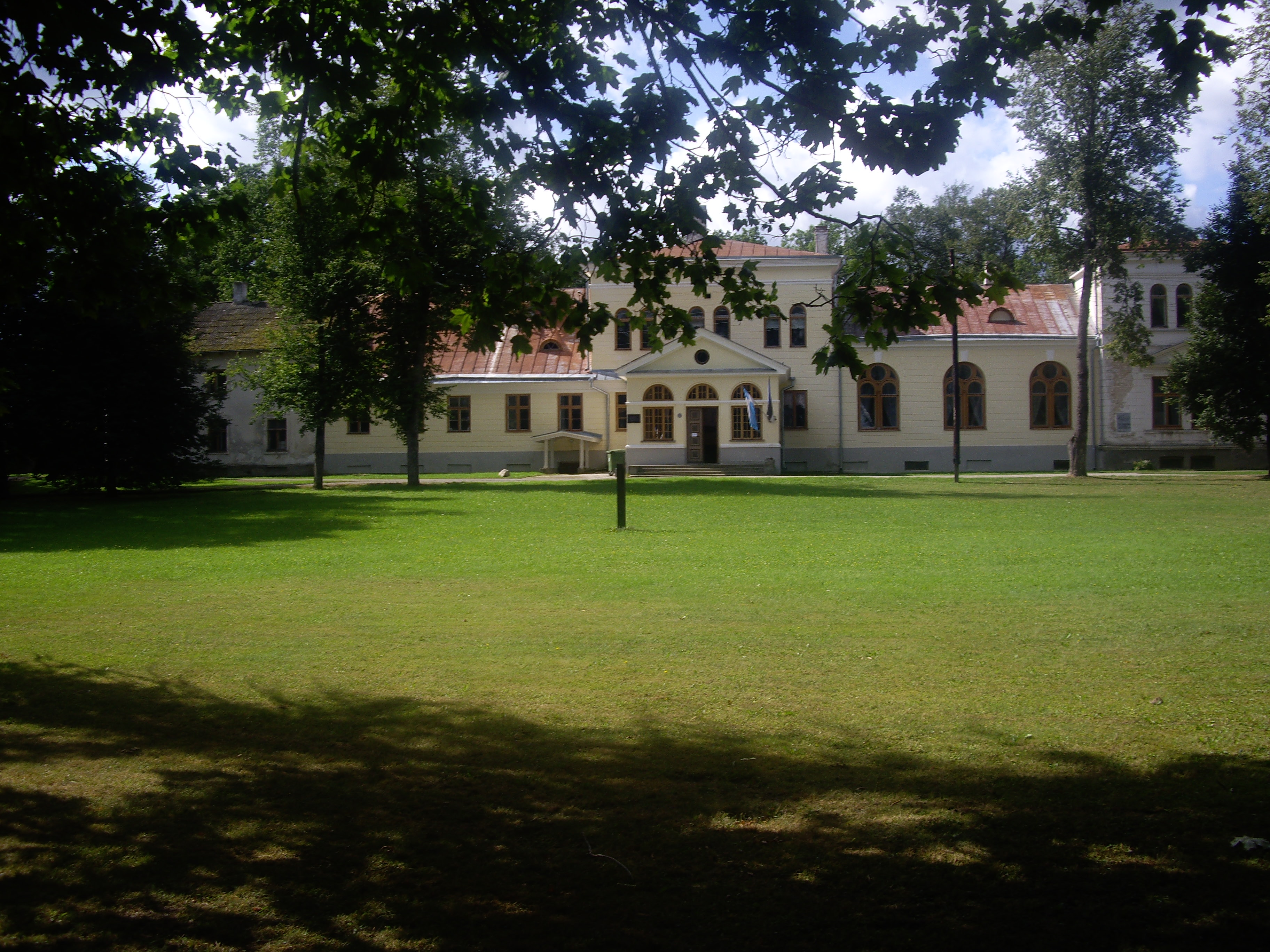
Rittergut Avanduse, 2007
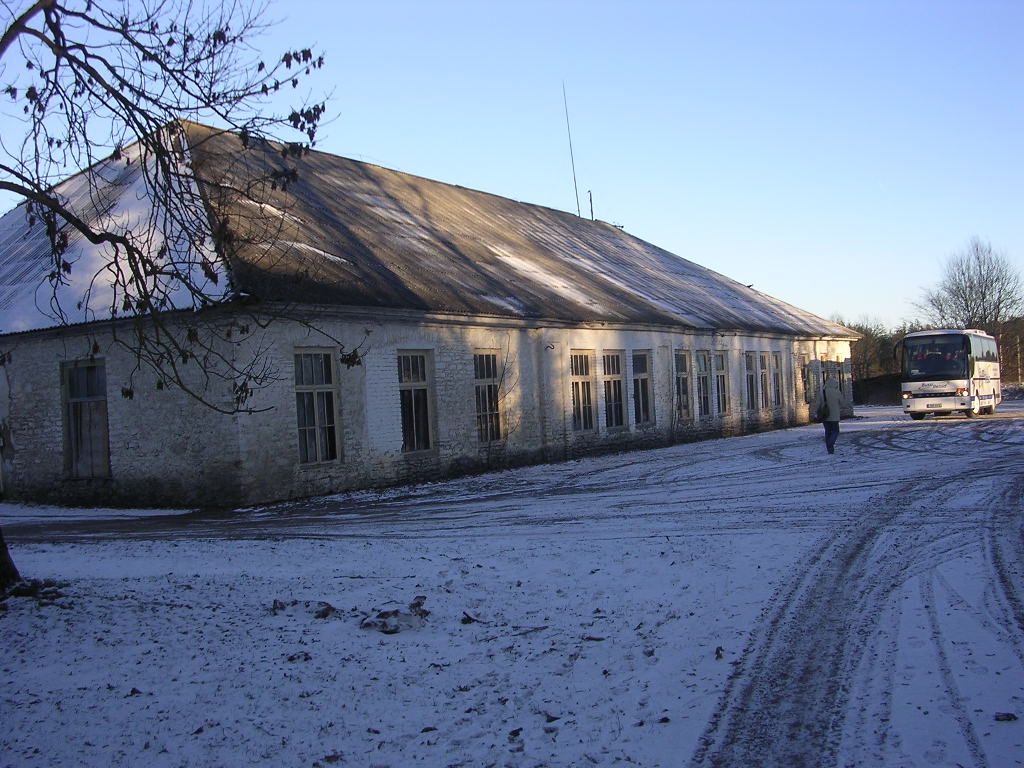
Rittergut Avanduse, 2008
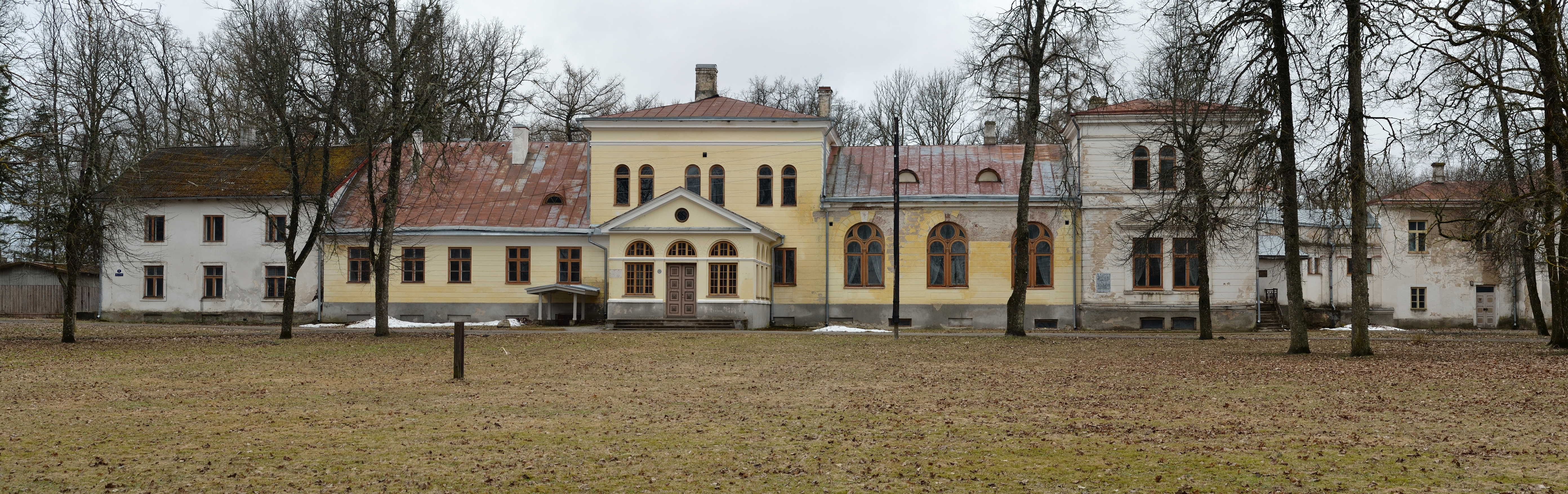
Rittergut Avanduse, 2012

Nach Friedrich Benjamin von Lütke sind mehrere geographische Objekte benannt, nämlich die Lütke-Inseln im Nordenskiöld-Archipel, die Lütke-Insel im Archipel Franz-Josef-Land, die Lütke-Insel in der Baidaratabucht der Karasee, ein Kap der Nordinsel Nowaja Semljas, ein weiteres Kap an der Beringstraße, die Lütkeberge auf Nowaja Semlja und der Berg Lütkefjellet auf Edgeøya. Außerdem gibt es noch die Lütkestraße, die zwischen Kamtschatka und der vorgelagerten Insel Karaginski verläuft.

## Persönlichkeiten
- Friedrich Benjamin von Lütke (1797–1882), russischer Entdeckungsreisender, kaiserlich-russischer Admiral, Mitglied des Staatsrats und Präsident der Akademie der Wissenschaften
- Konstantin Peter von Lütke (1837–1892), Konteradmiral
- Nikolai Johann von Lütke (1839–1887), Wirklicher Staatsrat, Kammerherr, Rittergutsbesitzer
- Konstantin Benjamin von Lütke (1873–1915), Oberst

Friedrich Benjamin von Lütke (1797–1888), zwischen 1860 und 1870
Friedrich Benjamin von Lütke (1797–1888)
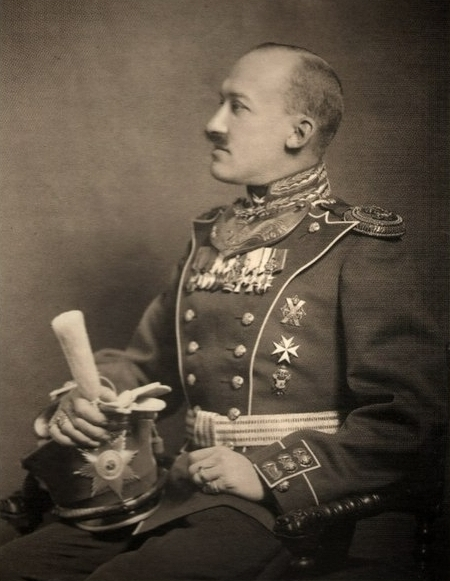
Konstantin Benjamin von Lütke (1873–1915)

## Wappen
Blasonierung des redenden Stammwappens: In Gold ein schwarzer Kranich (Kranich = „Lütke“), einen Stein im linken Fuß haltend. Auf dem Helm mit schwarz-goldenen Helmdecken der Kranich.
Blasonierung des Grafenwappens von 1866: Geteilt von Gold und Blau, belegt mit einem Herzschild, darin der schwarze Kranich des Stammwappens. Oben der wachsende kaiserlich-russische Doppeladler, unten durch eine goldene Spitz, worin ein schwarzer Anker, in drei Felder geteilt. Vorne sieben (2:3:2) goldene Sterne, hinten zwei jeweils mit einem blauen Andreaskreuz belegte silberne Fahnen an geschränken goldenen Stangen, die mitten mit einer goldenen Kugel belegt sind. Auf dem Schild die Grafenkrone, darüber drei gekrönte Helme: I. mit schwarz-goldenen Decken der schwarze Kranich des Stammwappens linksgekehrt; II. mit schwarz-goldenen Decken der kaiserlich-russischer Doppeladler, III. mit blau-goldenen Decken eine offener, rechts in Blau mit den von Sternen umgebenden geschränkten Fahnen, links in Gold mit dem schwarzen Anker belegter Flug. Als Schildhalter zwei bärtige Krieger in silbernen Harnischen und Sturmhauben, von Blau und Gold senkrecht gestreiften Pluderhosen und blauen Strümpfen, je eine der Fahnen an goldenen Stangen haltend. Devise: Vigilans servit.

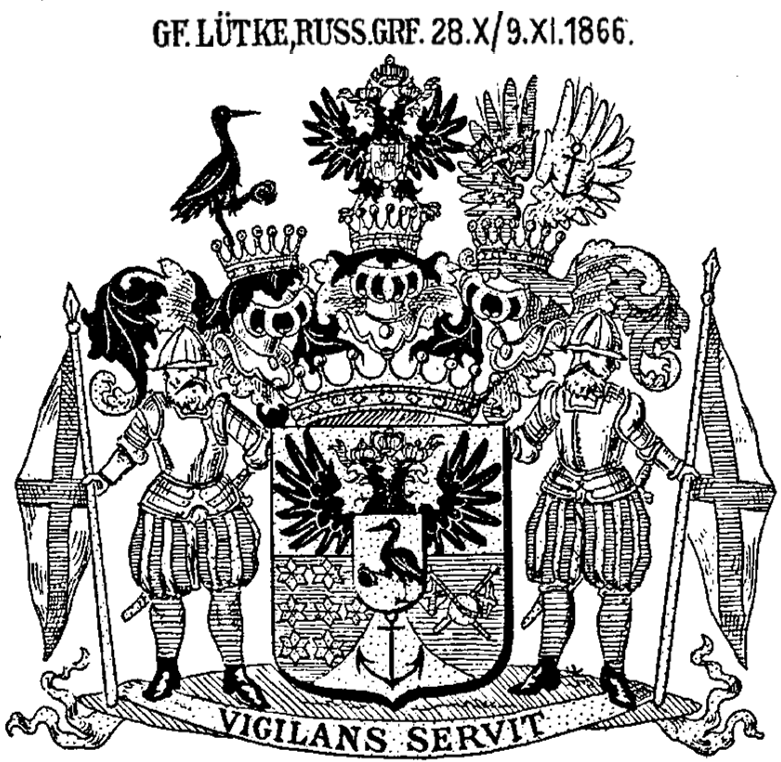
Wappen der Grafen von Lütke (1866) in Siebmachers Wappenbuch
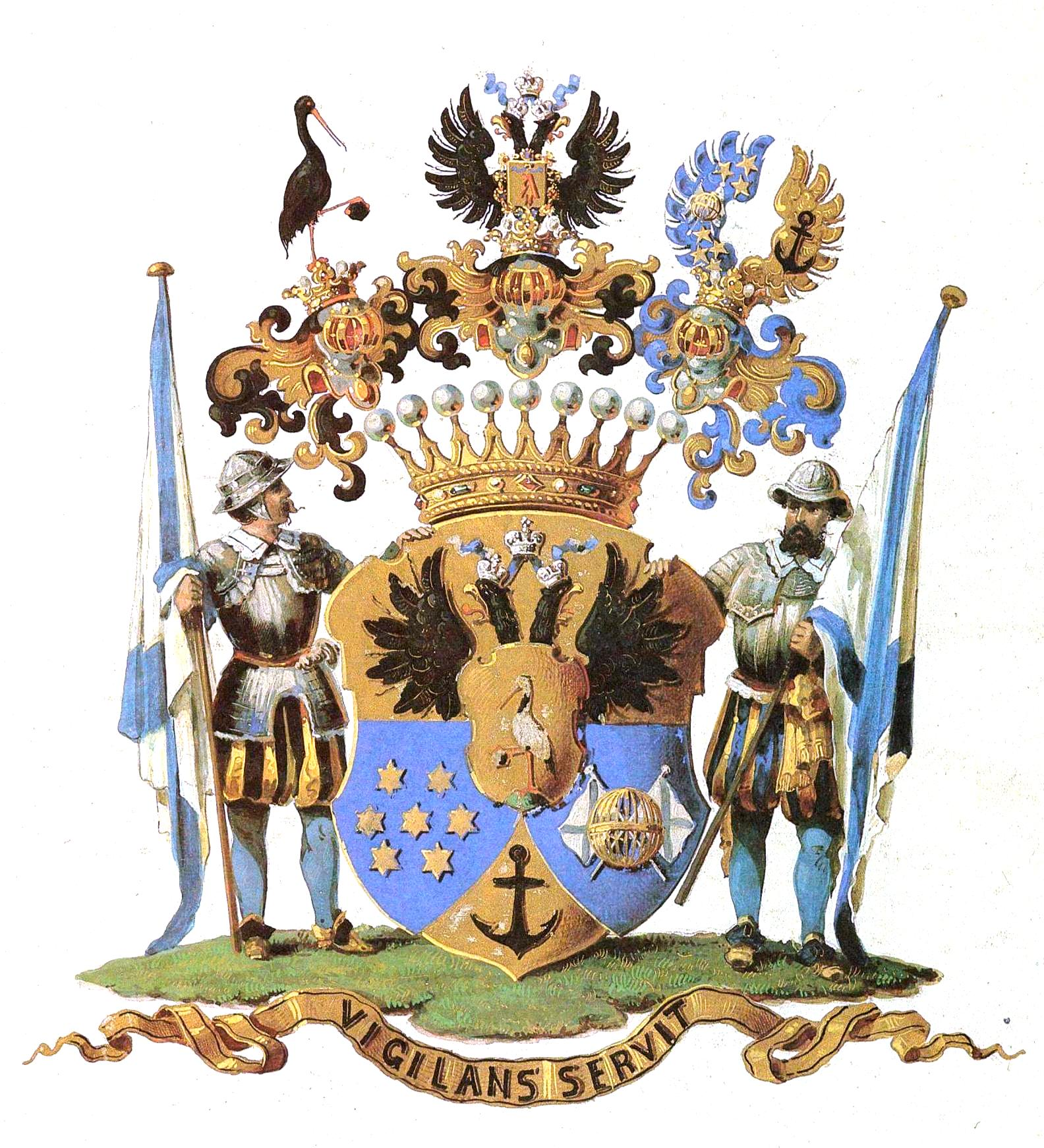
Wappen der Grafen von Lütke (1866)